# 茅子埔
茅子埔，原寫為茅兒埔，是臺灣新竹縣關西鎮的一個傳統地域名稱，位於該鎮中部偏西北。相較於今日行政區，其範圍大致為大同里東南部。

## 歷史
台灣清治末期至日治初期，茅子埔地區為一街庄，稱為「茅兒埔庄」，隸屬於竹北二堡。該庄西北及北與水坑庄為鄰，東與店兒崗庄為鄰，東南邊、南邊及西南邊隔鳳山溪與上南片庄、坪林庄為界。
1901年（日治明治三十四年）11月，全台廢縣廳改設二十廳，該庄隸屬於新竹廳。1909年（明治四十二年）10月，合併二十廳為十二廳，該庄隸屬不變。1920年（大正九年），廢十二廳改設五州二廳，該庄改制並雅化為「茅子埔」大字，隸屬於新竹州中壢郡關西庄。1941年，關西庄升格為關西街。
戰後關西街改制為關西鎮，隸屬於新竹縣，大字亦改制為里。1950年桃、竹、苗分治，關西鎮隸屬不變。

## 交通
國道3號又稱「福爾摩沙高速公路」，是貫穿台灣西部的兩條縱向高速公路之一，大致以東西走向蜿蜒經過茅子埔地區北部，東南邊不遠處設有關西交流道，可與縣道118號相通，由此進入可快速前往台灣西部各地。
縣道118號（正義路、中山路、中豐路一段）是舊港至羅浮的道路，也是鳳山溪流域的主要連絡道路，大致以西北—東南走向轉橫向蜿蜒經過本地區中部，向西北可前往新埔、竹北、南寮並止於縣道122號路口，向東轉東南可前往關西市區、馬武督、羅浮並止於省道台7線路口。